# Mokrîi Stav, Cernihivka
Mokrîi Stav (în ucraineană Мокрий Став) este un sat în comuna Bohdanivka din raionul Cernihivka, regiunea Zaporijjea, Ucraina.

## Demografie
Componența lingvistică a localității Mokrîi Stav
     Ucraineană (67,69%)
     Rusă (32,31%)
Conform recensământului din 2001, majoritatea populației localității Mokrîi Stav era vorbitoare de ucraineană (67,69%), existând în minoritate și vorbitori de rusă (32,31%).